# Сніговий горобець
Сніговий горобець (Montifringilla) — рід горобцеподібних птахів родини горобцевих (Passeridae). Містить 3 види.

## Поширення
Представники роду поширені в гірських системах півдня Євразії, від Піренеїв на схід до Гімалаїв, Тибету та західного Китаю.

## Види
- В'юрок сніговий (Montifringilla nivalis)
- Горобець тибетський (Montifringilla henrici)
- Горобець чорнокрилий (Montifringilla adamsi)